# Heart of Darkness (roman)

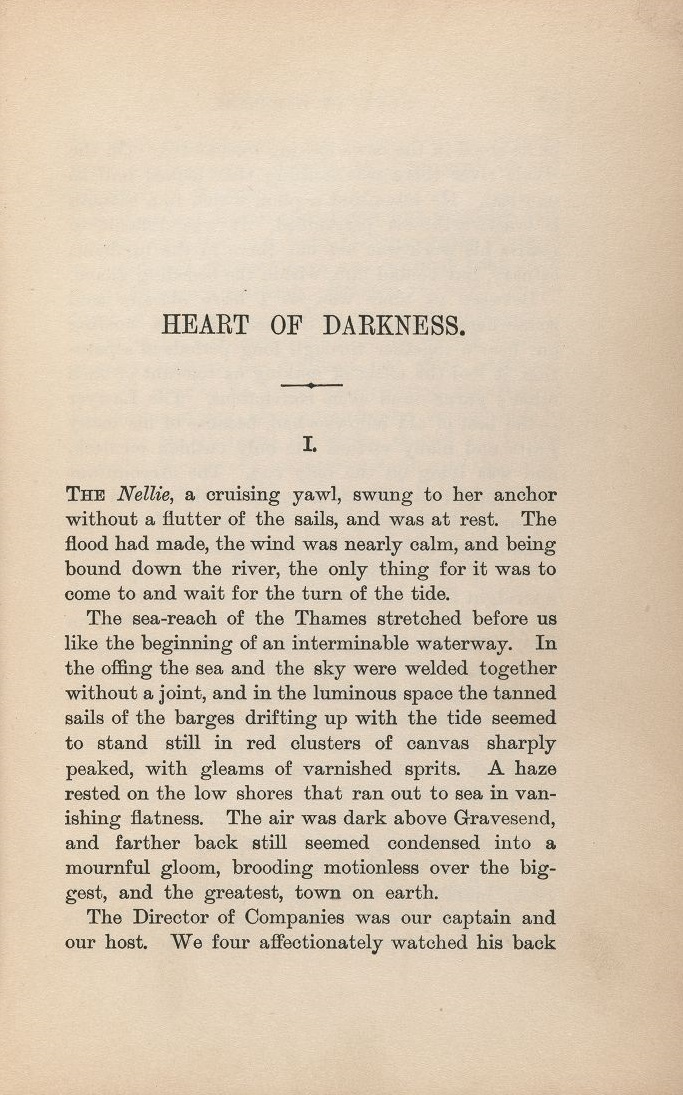
"Heart of Darkness" in Youth: A Narrative, 1902

Heart of Darkness (Hart der duisternis) is een roman van Joseph Conrad. In 1899 verscheen het als driedelige serie in Blackwood's Magazine, en in 1902 werd het als boek uitgegeven. Het is het verhaal van een moeizame tocht stroomopwaarts over de Congostroom, naar de nog niet in kaart gebrachte "donkere" binnenlanden van Afrika ten tijde van het imperialisme.

## Verhaal
De roman is een raamvertelling, een verhaal binnen een verhaal. Een onbekende verteller vertelt wat zijn scheepsmaat Charlie Marlow vertelde op een avond toen ze voor anker lagen in de monding van de Theems, wachtend op het keren van het tij. Marlows avonturen tijdens een tocht over de Congo laten zien dat de zogenaamde menselijke beschaving erg kwetsbaar is: volgens de auteur is elk mens in staat te veranderen in een monster als er geen enkele remming en controle is door een (sociale) omgeving. De reis naar de donkere binnenlanden van Afrika is ook een reis naar de donkerste binnenkant van de menselijke geest. Marlow verhaalt over hoe hij ooit als stoombootkapitein in dienst kwam van een Brusselse handelsonderneming, over zijn reis naar Afrika, het langdurige en zinloze wachten op dingen die niet kwamen, de verspilling van moeite, mensen, materialen — en dat alles slechts om een hoeveelheid ivoor te kunnen bemachtigen.
Tijdens het wachten in de verschillende handelsnederzettingen hoort Marlow steeds weer vertellen over een zekere Kurtz, een handelsagent die meer ivoor binnenbrengt dan alle andere agenten bij elkaar. Maar Kurtz' methoden schijnen niet te deugen, en ook is er al maanden niets meer van hem vernomen.
Marlows eerste opdracht is deze Kurtz op te zoeken. Met een gammele stoomboot wordt het een lange tocht tegen de stroom in, voortdurend boomstronken ontwijkend, door niets dan oerwoud omringd, en met een groep kannibalen in dienst om de boot door ondiepten te duwen. Als Kurtz eindelijk bereikt wordt, blijkt deze helemaal van God los: alle wetten, alle normen, alle beschaving heeft hij overboord gezet, het enige wat voor hem nog telt is zijn eigen zin, zijn eigen wil. Kort voordat Kurtz een paar dagen later sterft, velt hij zelf het oordeel over deze toestand van totale ongeremdheid: "The horror! The horror!" ("De verschrikking! De verschrikking!")

## Thema
Een belangrijk thema van het boek is zelfbeheersing — als aan emoties de vrije loop wordt gelaten, ontstaan er brokken: een kapitein die woedend een dorpshoofd met een stok begint te slaan krijgt een speer tussen zijn schouderbladen, de stuurman die uitgelaten staat te springen als de boot aangevallen wordt krijgt een speer in zijn zij. Als daarentegen emoties beheerst en onderdrukt worden, ontstaat er iets leugenachtigs. In het boek staat daarom het motief van "duisternis", het onbekende en onbeheerste, tegenover dat van "licht", het witte masker van de beschaving.
Een ander thema is de Verlichting. Kurtz is van oorsprong een verlicht en rationeel denker, die geacht wordt vooruitgang te brengen in Afrika, en barbaarse praktijken te bestrijden. In de praktijk vervalt hij zelf echter ook tot barbaarse praktijken.

## Achtergrond
Voor het schrijven van de roman kon Conrad teruggrijpen op zijn eigen ervaring: in 1890 was hij zelf kapitein op een stoomboot op de Congostroom, die toen onderdeel vormde van de ‘Onafhankelijke Congostaat’, een privé-domein van de Belgische koning Leopold II. Met de steun van zijn invloedrijke ‘tante’ Marguerite Poradowska was hij door S.A.B.-voorzitter Albert Thys aangenomen als vervanger van de vermoorde scheepskapitein Freiesleben. Poradowska figureert in het boek als de tante van de verteller, en ook andere personages sluiten zeer nauw aan bij de werkelijkheid. Tijdens zijn eerste (en laatste) Kongoreis was hij getuige van zoveel misstanden en gruwelijkheden dat hij direct daarna ontslag nam. Behalve in An Outpost of Progress zou Conrad niet meer terugkomen op zijn Congolese ervaringen.

## Verfilmingen
- De eerste film die Orson Welles wilde maken was een verfilming van Heart of Darkness, maar hij maakte het project nooit af.
- 1958: aflevering van de Amerikaanse televisieserie Playhouse 90, met in de hoofdrollen onder andere Eartha Kitt en Boris Karloff.
- 1979: de oorlogsklassieker Apocalypse Now van Francis Ford Coppola. Het toneel is hier Vietnam en Cambodja ten tijde van de Vietnamoorlog in plaats van Afrika, maar er zijn duidelijke overeenkomsten tussen het personage Kurtz in Conrads boek en de Kolonel Kurtz in de film. Ook de vorm van vertelling, waarbij een verhaal verpakt zit in een ander verhaal en verteld wordt vanuit het gezichtspunt van de hoofdpersoon is door Coppola overgenomen: de Marlow uit het boek is Captain Willard, een rol van Martin Sheen.
- 1994: een tweede televisiefilm, ditmaal met onder anderen Tim Roth als Marlow en John Malkovich als Kurtz.

Heart of Darkness had een grote invloed op het script van veel andere films, zoals Aguirre, der Zorn Gottes van Werner Herzog, King Kong van Peter Jackson, en Star Trek: Insurrection. Er is een aflevering van Seinfeld ("The Chicken Roaster") die een hommage brengt aan Heart of Darkness, en de televisieserie Lost bevat vele verwijzingen naar de roman.

## Voetnoten
1. ↑  A.M. Delathuy, De Kongostaat van Leopold II. Het verloren paradijs, 1876-1900, 1988, p. 158-179